# Abdijkerk van Saint-Ouen in Rouen
De Abdijkerk van Saint-Ouen is een groot gotisch rooms-katholiek kerkgebouw in de Franse stad Rouen.
De kerk is groter dan de kathedraal van Rouen, maar minder rijk gedecoreerd. De kathedraal, de kerk van Saint-Ouen en de nabijgelegen kerk van Saint-Maclou behoren tot de belangrijkste gotische bouwwerken van Rouen. Beroemd is het grote orgel in de kerk van de hand van Aristide Cavaillé-Coll.

## Abdij
De stichting van de abdij wordt onder andere toegeschreven aan St. Clothilde en Chlotharius I. Hier is echter onvoldoende bewijs voor. Zeker is dat de abdij eerder gewijd was aan Sint-Pieter, totdat aartsbisschop Audoënus (St. Ouen) van Rouen er in 686 in een romaanse kapel, op dezelfde plaats waar de abdij ontstond, werd begraven. Daarna stond de abdij bekend als abdij van Sint-Pieter en Saint-Ouen. Uiteindelijk werd dit uitsluitend Saint-Ouen.
Vast staat dat de abdij in de 8e eeuw door de benedictijnen werd gesticht. Na een brand herbouwde men de kloostergebouwen in de 13e eeuw. 
In 1660 werd de abdij samengevoegd met de gemeenschap van St. Maur. Tijdens de 18e eeuw begon men aan de bouw van een groot dormitorium en van een tweede gebouw waarvan de voltooiing door Franse revolutionairen werd onderbroken. In 1790 verlieten de laatste monniken onder dwang de abdij. Het dormitorium bleef bewaard en werd in 1800 in gebruik genomen als stadhuis van Rouen. Tegelijkertijd werden een aantal kloostergebouwen afgebroken waaronder het abtenhuis waardoor er ruimte ontstond voor een groot plein en een tuin. De grondvesten van de romaanse kapel zijn nog steeds te zien.

## Kerk
De bouw van de huidige abdijkerk werd vanaf 1319 aangevat door de abt Jean Roussel. Onderbroken door de Honderdjarige Oorlog (1337-1453) en zwaar beschadigd tijdens de Harelle (een volksopstand in Rouen in 1382), werd de kerk pas in de 15e eeuw in flamboyante stijl voltooid op de façade na (die voltooid werd tussen 1846 en 1851).
De kerk is 137 meter lang en de gewelven zijn 33 meter hoog. De kruising is voorzien van een ongewone, 80 meter hoge lantaarnachtige vieringtoren in flamboyante stijl . 
De goed bewaarde gebrandschilderde ramen (1352 m² gespreid over tachtig ramen op drie niveaus)  zijn ontstaan tussen de 14e en de 20e eeuw. Typerend is de lichtinval, die helderder is dan bij andere gotische kerken. De architect Alexander van Berneval  ontwierp het zuidelijk roosvenster van het transept tussen 1467 en 1483. Het heeft een diameter van 8,5 m en stelt een boom van Jesse voor. Zijn zoon Colin nam de noordzijde van het transept voor zijn rekening: een roosvenster dat de hemelse hiërarchie afbeeldt.

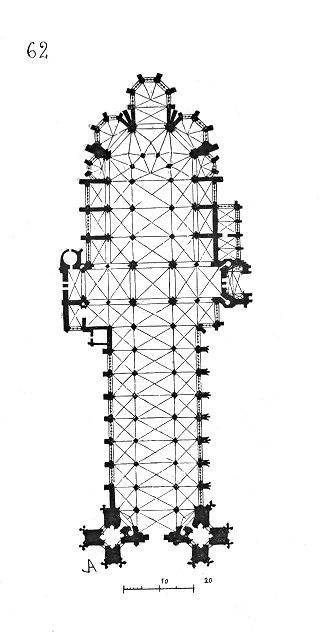
Plattegrond (het noorden is links)
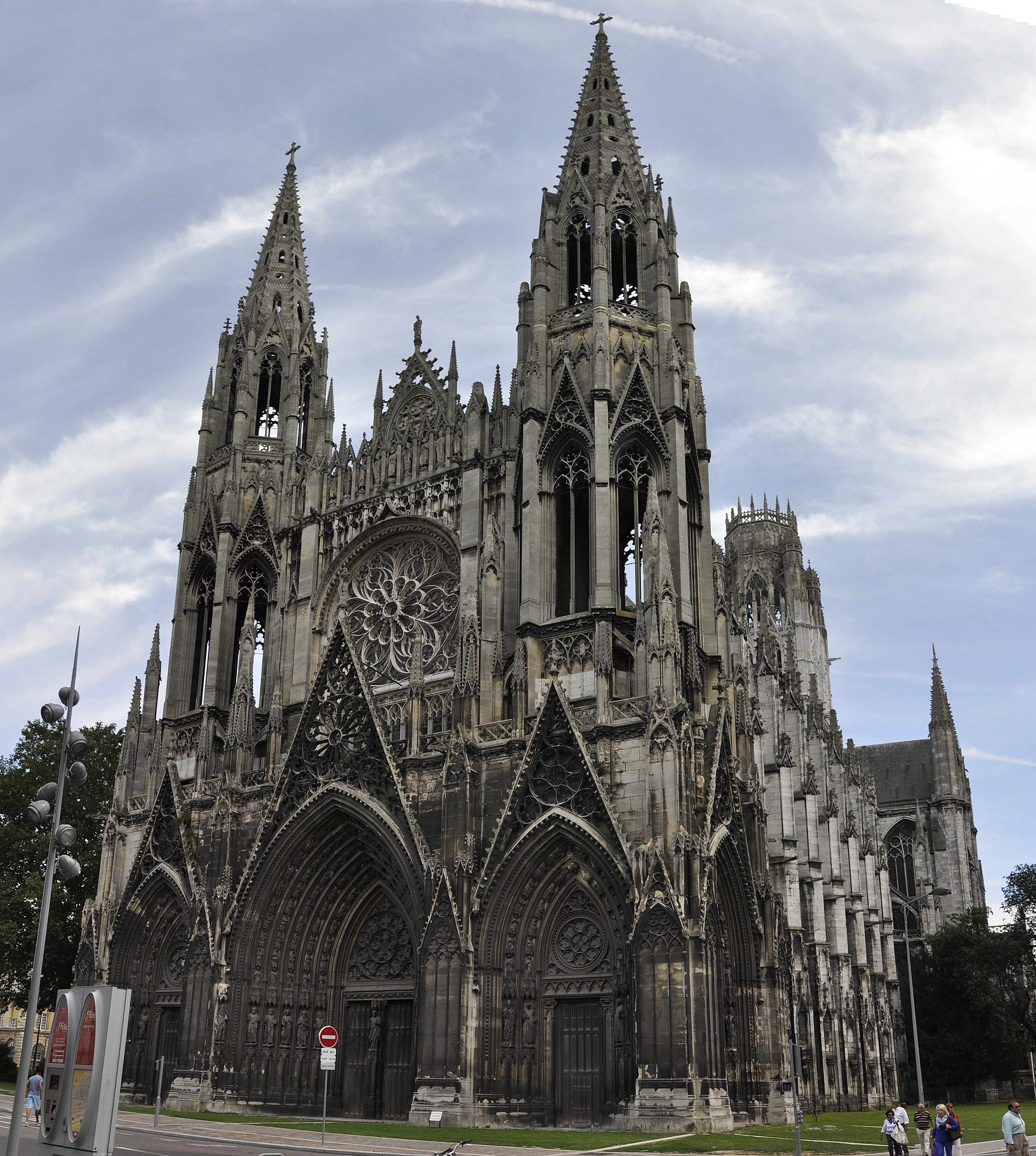
De voorzijde van de abdijkerk
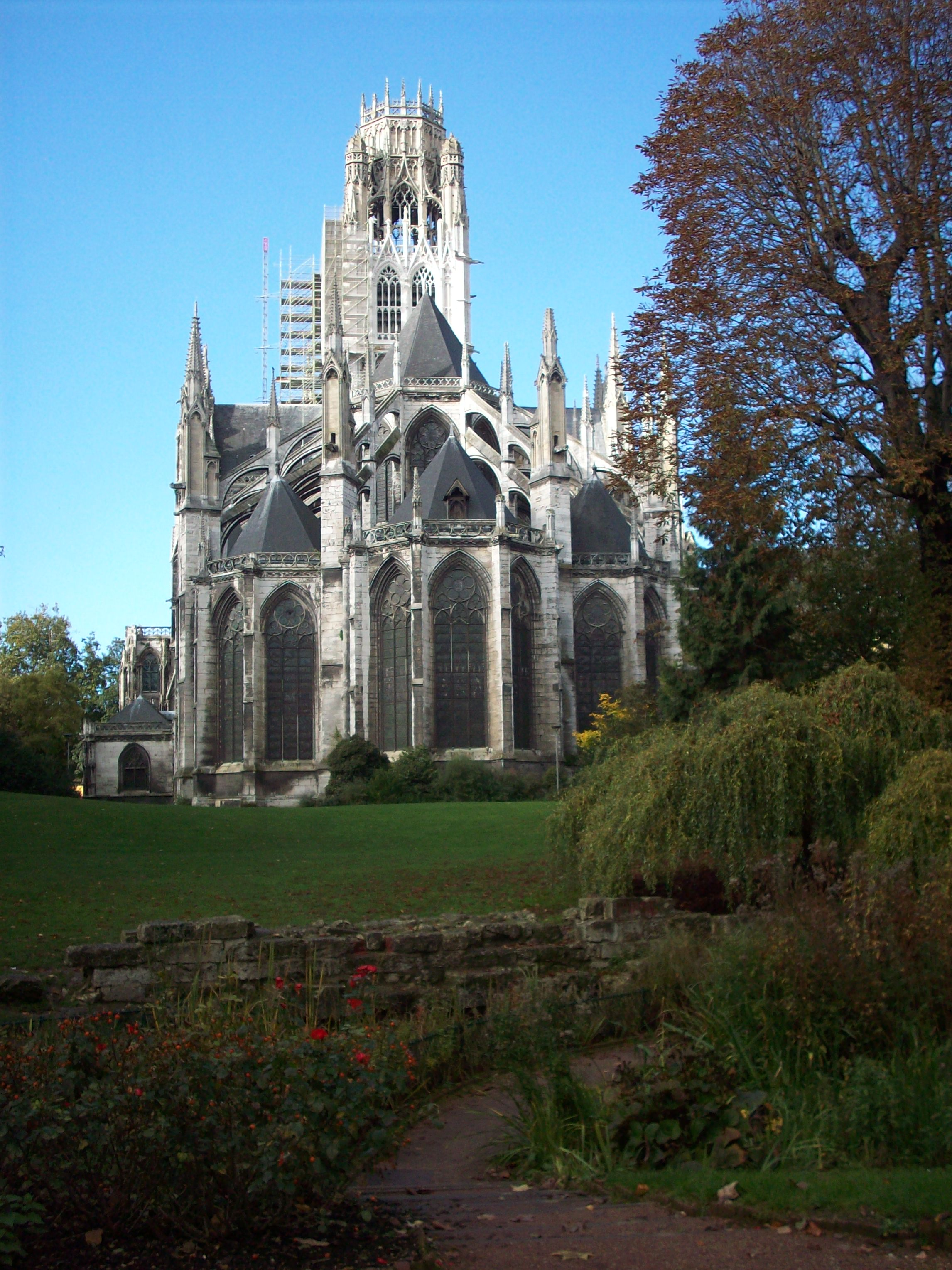
De kerk gezien vanuit het omliggende park
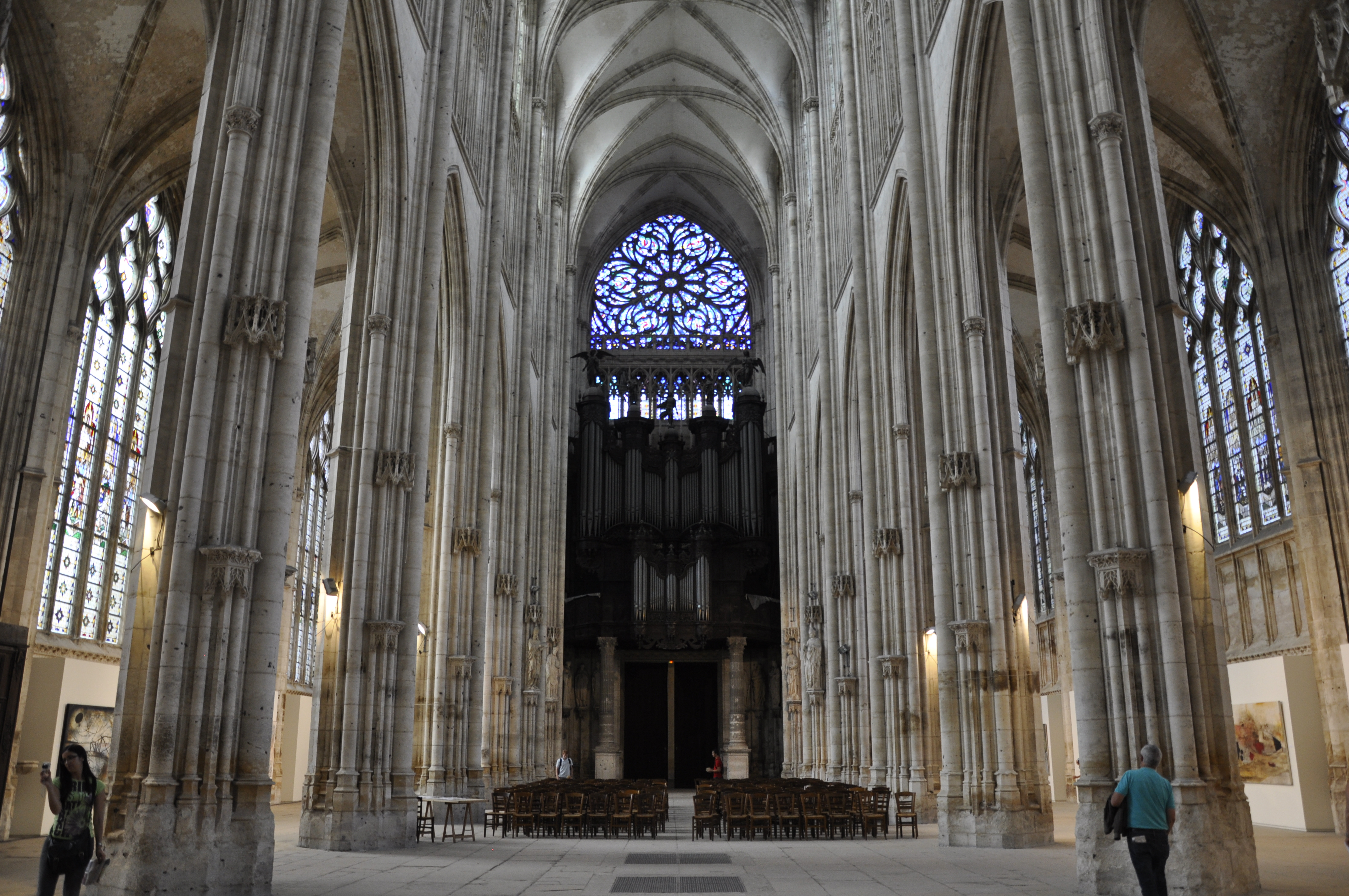
Interieur
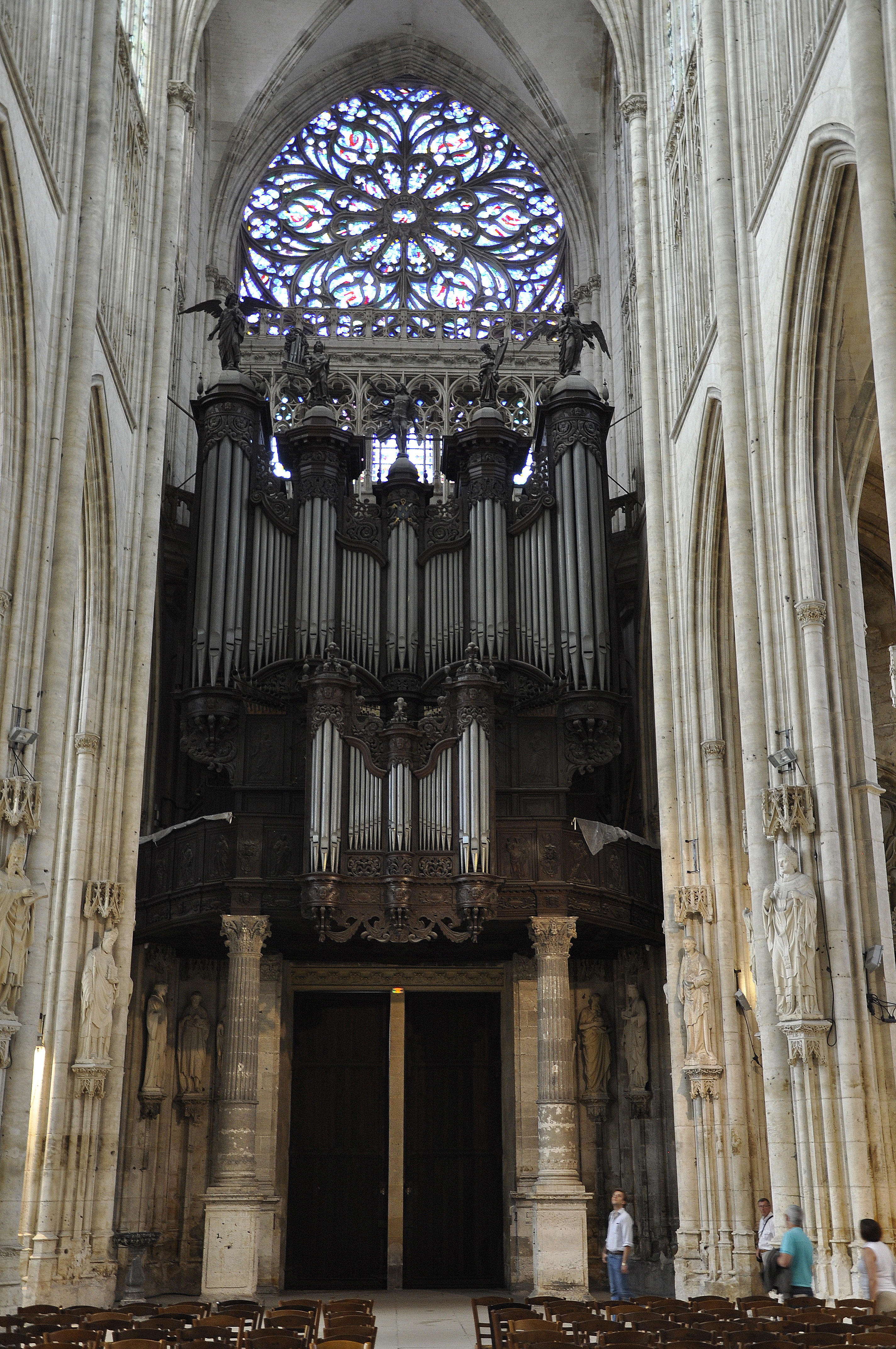
Het orgel van Cavaillé-Coll in de abdijkerk
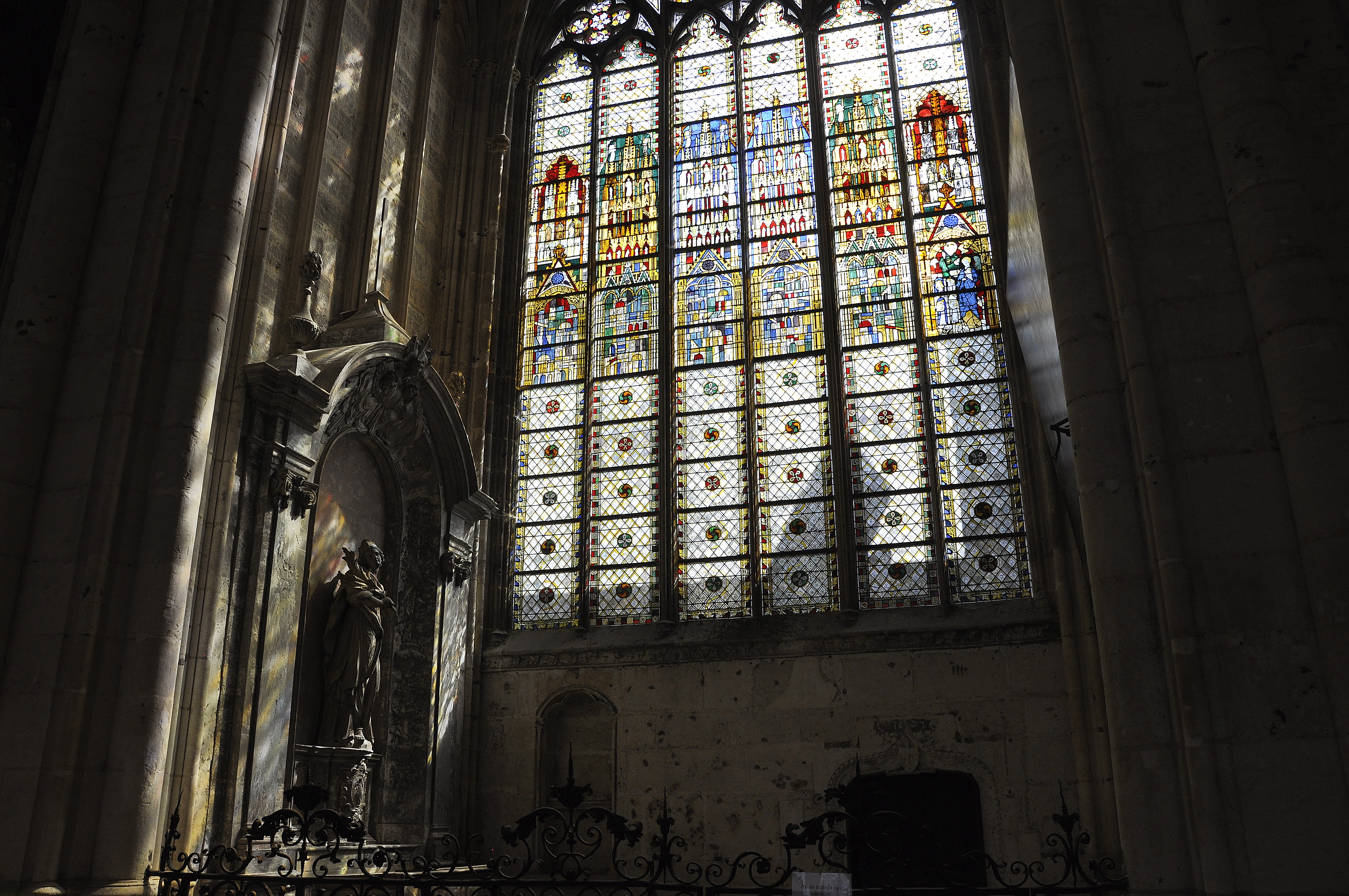
Een glasraam in de abdijkerk

## Orgel

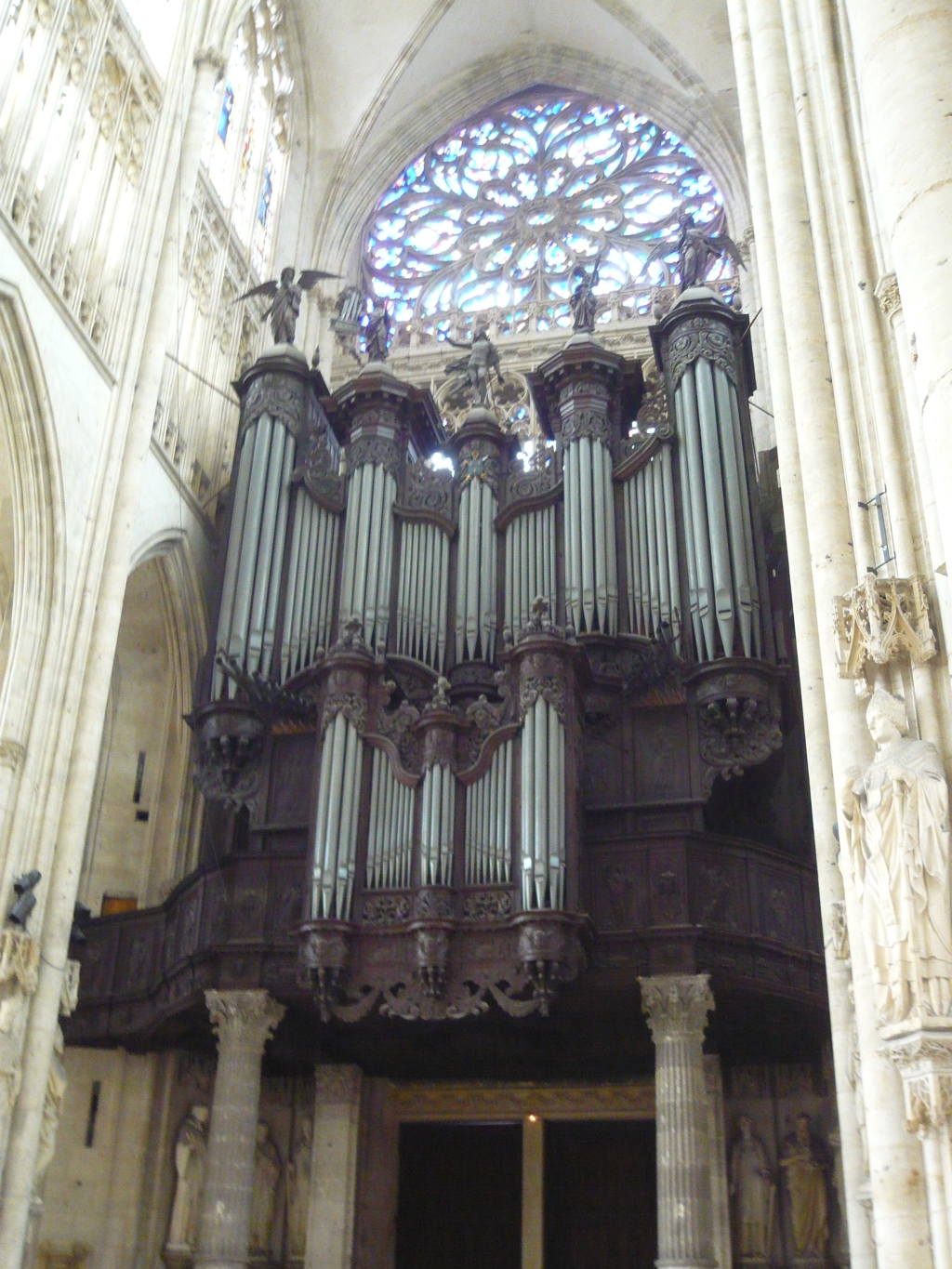
Het orgel

De kerk heeft een groot 4 klaviers pijporgel met 64 registers en 3914 orgelpijpen dat in 1890 werd gebouwd door Aristide Cavaillé-Coll in een kast uit 1630. Het instrument wordt gezien als een van de belangrijkste orgels in Frankrijk. Het staat bekend om het krachtige 32-voets Contre Bombarde register. De beroemde organist Charles-Marie Widor omschreef het orgel als "een Michelangelo onder de orgels". Hij componeerde speciaal voor dit orgel zijn Symphonie pour orgue No. 9 «Gothique» op. 70
Het orgel is sinds de bouw niet gewijzigd en het is daarom een van de weinige orgels van Cavaillé-Coll die nog net zo klinken als in de tijd van de meester. Hieronder volgt de dispositie:
| I Positif   |     |
| Montre      | 8’  |
| Bourdon     | 8’  |
| Gambe       | 8’  |
| Unda maris  | 8’  |
| Flûte douce | 4’  |
| Dulciane    | 4’  |
| Doublette   | 2’  |
| Plein-jeu V | 1’  |
| Cor anglais | 16’ |
| Trompette   | 8’  |
| Cromorne    | 8’  |
| Clairon     | 4’  |

| II Grand-Orgue       |     |
| Montre               | 16’ |
| Violonbasse          | 16’ |
| Bourdon              | 16’ |
| Montre               | 8’  |
| Diapason             | 8’  |
| Bourdon              | 8’  |
| Salicional           | 8’  |
| Flûte harmonique     | 8’  |
| Prestant             | 4’  |
| Trompette en chamade | 8’  |
| Clairon en chamade   | 4’  |

| III Récit expressif  |        |
| Quintaton            | 16’    |
| Corno dolce          | 16’    |
| Diapason             | 8’     |
| Flûte traversière    | 8’     |
| Cor de nuit          | 8’     |
| Voix éolienne        | 8’     |
| Viole de gambe       | 8’     |
| Voix céleste         | 8’     |
| Flûte octaviante     | 4’     |
| Viole d’amour        | 4’     |
| Quinte               | 2 2/3’ |
| Octavin              | 2’     |
| Carillon I-III       | 1’     |
| Cornet V             | 8’     |
| Tuba magna           | 16’    |
| Trompette harmonique | 8’     |
| Basson-Hautbois      | 8’     |
| Clarinette           | 8’     |
| Voix humaine         | 8’     |
| Clairon harmonique   | 4’     |
| Tremolo              |        |

| IV Bombarde  |        |
| Flûte        | 8’     |
| Flûte        | 4’     |
| Doublette    | 2’     |
| Fourniture V | 2 2/3’ |
| Cornet V     | 16’    |
| Bombarde     | 16’    |
| Basson       | 16’    |
| Trompette    | 8’     |
| Clairon      | 4’     |

| Pédale          |     |
| Soubasse        | 32’ |
| Contrebasse     | 16’ |
| Soubasse        | 16’ |
| Basse           | 8’  |
| Violoncelle     | 8’  |
| Bourdon         | 8’  |
| Flûte           | 4’  |
| Contre Bombarde | 32’ |
| Bombarde        | 16’ |
| Basson          | 16’ |
| Trompette       | 8’  |
| Clairon         | 4’  |

Koppelingen en speelhulpen: Tirasse G.O., Tirasse Pos., Tirasse Réc., Appel G.O., Pos./G.O., Réc./G.O., Bomb./G.O., Pos./Réc., Bomb./Réc., Oct. gr. G.O., Oct. gr. Réc./G.O., Oct. gr. Réc., Oct. aiguë Réc., Anches Péd., Anches G.O., Anches Pos., Anches Réc., Anches Bomb., Trémolo Réc., Expression Réc., Orage